# Drosophila nasuta
Drosophila nasuta är en tvåvingeart som beskrevs av Lamb 1914.

## Taxonomi och släktskap
Drosophila nasuta ingår i artgruppen Drosophila immigrans och artundergruppen Drosophila nasuta.

## Utbredning
Artens utbredningsområde är Centralafrika, Madagaskar och Indien.